# Torre de Ésera
Torre de Ésera est un village inclus dans le territoire communal de Graus.

## Monuments
- Église de Sainte Anne (Santa Ana).
- Ermitage de Sainte Barbara (Santa Bárbara), situé tout près du village.
- Tour du clocher.

## Événements festifs
Fêtes patronales, les 25 et 26 juillet, en l'honneur de sainte Anne et de saint Jacques (Santiago).
Procession à l'ermitage de sainte Barbara.